# Plasmide Ri
Le plasmide Ri (en anglais, Ri plasmid pour Root inducing plasmid, plasmide inducteur de racine) est un plasmide capable de subir un transfert génique horizontal de son ADN de transfert (ADN-T), au contact d'une plante hôte. L'ADN-T du plasmide Ri affecte la plante hôte de telle manière que l'expression des gènes est altérée, notamment en ce qui concerne les équilibres phytohormonaux, le métabolisme et certains caractères phénotypiques. On retrouve ce plasmide chez Rhizobium rhizogenes.

## Classification
Le plasmide Ri est généralement classé en fonction du type d'opines produites. Quatre types ont été décrits jusqu'à présent : le type agropine, cucumopine, mannopine et mikinopine.
Bien que tous les types de plasmide Ri contiennent de l'ADN-T, l'ADN-T du plasmide agropine est séparé en deux régions : l'ADN-TL (pour left, gauche en anglais) et l'ADN-TR (pour right, droite en anglais). L'ADN-TL ressemble à l'ADN-T des autres types de plasmide Ri, contenant une région de virulence avec un ensemble de gènes de virulence (vir), des gènes de synthèse d'opine, des oncogènes racinaires (gènes rol : rolA, rolB, rolC et rolD), ainsi que d'autres gènes aux fonctions non identifiées (cadres de lecture ouverts). L'ADN-TR ressemble à l'ADN-T du plasmide Ti trouvé chez Agrobacterium tumefaciens et porte deux gènes de biosynthèse de l'auxine (aux1 et aux2), homologues des régions tms1 et tms2 du plasmide Ti.

## Le phénotype Ri
Lorsqu'une plante est infectée par R. rhizogenes, ce dernier va lui injecter son ADN-T, une partie de son plasmide Ri qui va s'intégrer au génome des cellules de la plante affectée. L'expression des gènes contenus dans l'ADN-T vont alors modifier les caractères phénotypiques de la plante, provoquant une maladie qui est, en anglais, appelée la hairy root disease. Il s'agit du phénotype Ri. Les changements phénotypiques comprennent, entre autres, une croissance accrue et non gravitropique des racines et des poils absorbants, des entre-nœuds raccourcis, des feuilles ridées, une dominance apicale réduite, une taille réduite et une floraison précoce. Plusieurs de ces caractères physiques présentent un intérêt pour la sélection commerciale de plantes horticoles et agricoles,. Les gènes rol ont des effets différents sur leur plante hôte, à la fois lorsqu'ils sont incorporés séparément dans le génome végétal et en combinaison les uns avec les autres. Par exemple, il a été démontré que rolA présente des effets inhibiteurs sur les gènes rolB et rolC. rolC est essentiellement connu pour induire la réduction de la taille de sa plante hôte.